# Motor dièsel

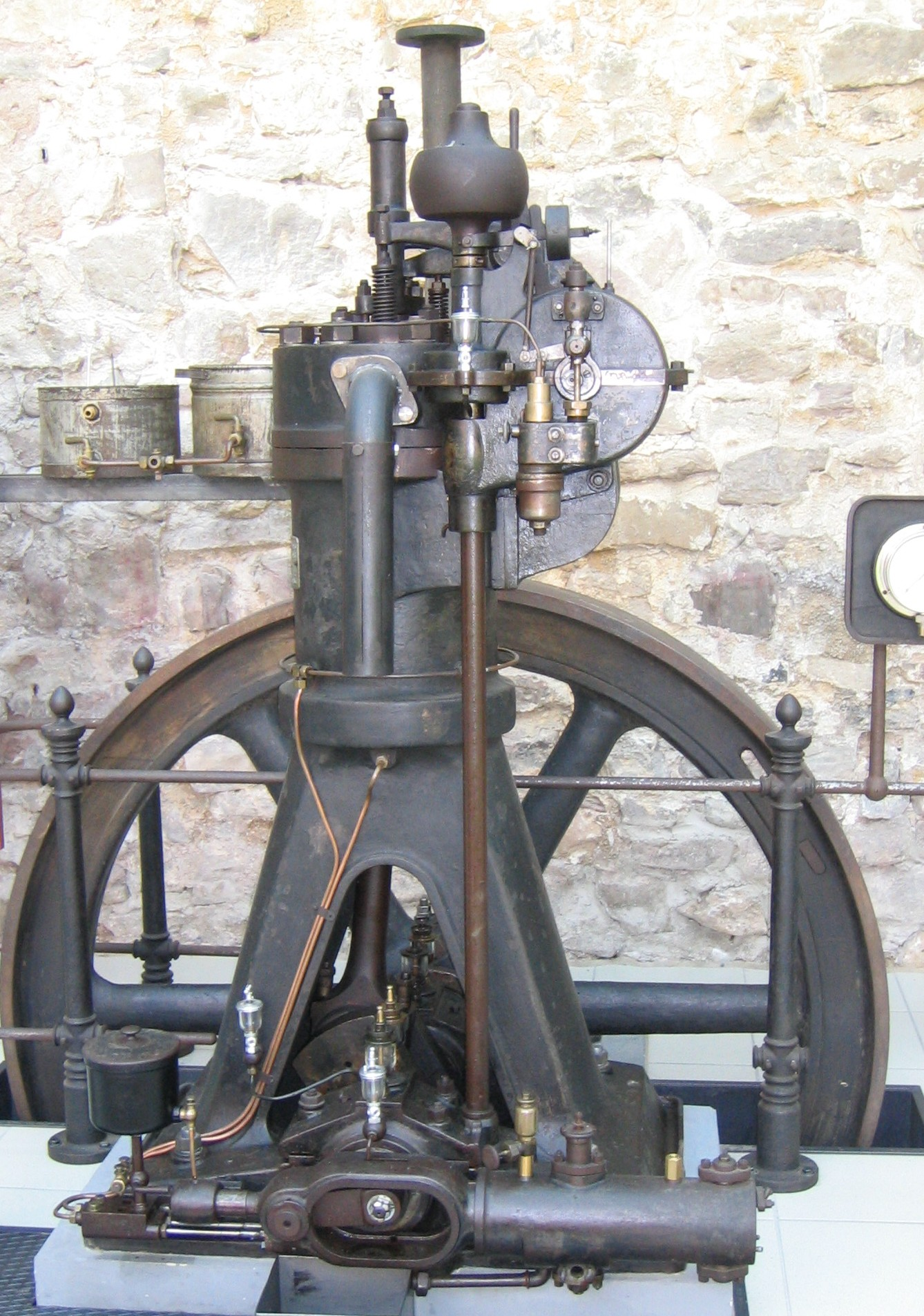
Figura 1. Un motor dièsel del 1906.

El motor dièsel és un tipus de motor de combustió interna que usa com a combustible gasoil, seguint el cicle termodinàmic dièsel. El seu rendiment real és d'entre un 35% i un 40% i és molt utilitzat per a propulsar vehicles.

## Història
El motor dièsel va ser inventat per l'enginyer Alemany Rudolf Diesel, que el va patentar l'any 1892 a Alemanya, Suïssa, el Regne Units i els Estats Units. El motor Dièsel és provat el 1903 per Rudolf Diesel, Adrian Bouchet i Frederic Dyckhoff en un canal francès.

## Principi d'operació

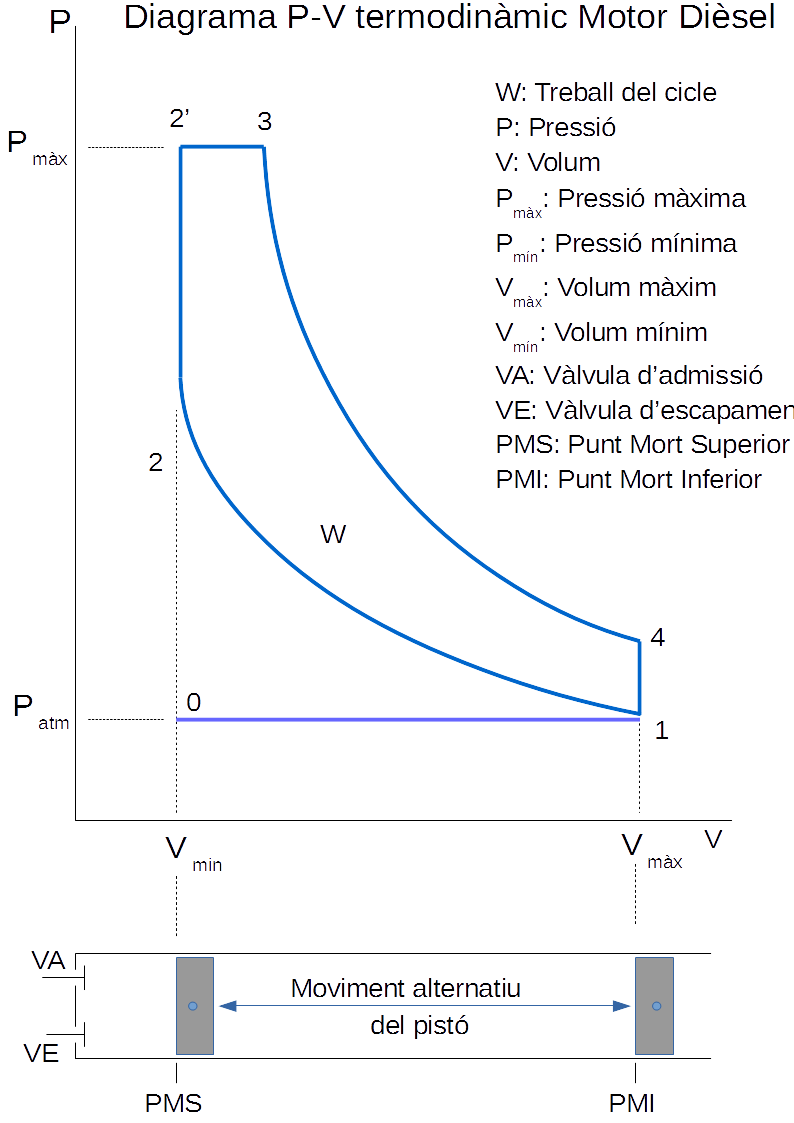
Figura 2. Cicle dièsel ideal.

El seu funcionament és molt similar a un motor de gasolina de quatre temps. (Els números entre parèntesis es corresponen als extrems de les transformacions de la figura 2). Es deixa entrar aire dins d'un cilindre via una vàlvula d'admissió (1). Un pistó o èmbol comprimeix l'aire i, en la màxima compressió (2), introduïm carburant mitjançant un injector o atomitzador. De manera espontània, es produeix una combustió, l'augment de la temperatura i la pressió, empeny el pistó (3), i és el moment en què obtenim treball. Un cop finalitzada la combustió, el pistó torna a comprimir els gasos que són expulsats del cilindre (4) per la vàlvula d'escapament. El cilindre torna a expandir-se per deixar espai i aspirar més aire i repetir el cicle (1).
La característica més rellevant del cicle dièsel és que, en cremar el combustible, l'expansió dels gasos és a pressió constant. Això s'aconsegueix amb l'addició de més combustible mentre la combustió s'està realitzant. Quan el pistó és empès per l'expansió dels gasos, es continua injectant combustible fins a la meitat del recorregut.

## Avantatges i desavantatges respecte als motors de benzina

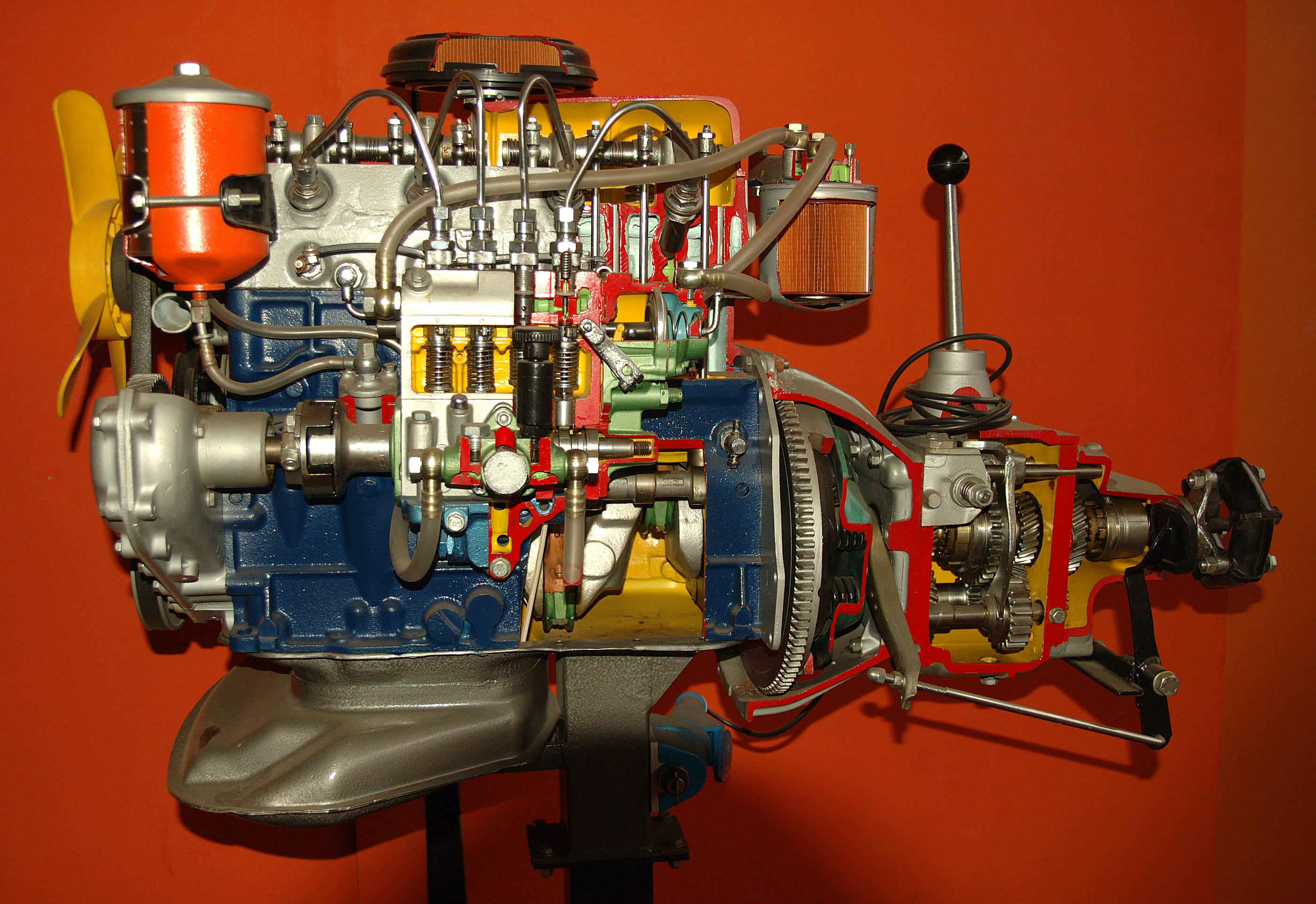
Figura 3. Maqueta escolar d'un motor dièsel.

En els motors de gasolina s'injecta el carburant d'un sol cop i es fa explotar, gran part de l'energia s'escapa en forma de calor per les parets, ja que no té temps d'empènyer el pistó. En el dièsel, la combustió és més continuada. La "pedalada" és més seguida en el recorregut, no tan brusca, millorant notablement el rendiment.
En els motors de gasolina, el combustible es barreja amb l'aire abans d'entrar a la cambra de combustió. La temperatura del cilindre no pot ser gaire alta, ja que la barreja s'inflamaria. Els motors dièsels no tenen aquesta limitació i la temperatura de la combustió és més alta. Notar que el rendiment d'un motor tèrmic depèn de la màxima temperatura del cicle.
Tot i tenir un bon rendiment per cicle, la potència d'un motor dièsel queda limitada per les poques revolucions per minut (rpm) que produeix. L'expansió a pressió constant requereix un cert temps, impossibilitant que els motors vaguin més enllà de les 3500 rpm.
L'altra característica que els diferencia dels motor Otto és la necessitat de què el combustible s'inflami espontàniament en ser comprimit. Fet que comporta una relació de compressió de 17 a 25 (els de gasolina, uns 5). El volum confinat del cilindre es redueix 20 vegades en avançar el pistó.
Grans relacions de compressió impliquen un gran esforç i estrès en els components del motor, els quals s'han de reforçar i sobredimensionar, i això dona com a resultat un increment del pes del motor.

## Motor dos temps
En el cicle dièsel, també s'utilitza el motor de dos temps.
Podem classificar dos grans grups a saber:
- Admissió per càrter.
  - Motor de cap calent, exemple Lanz Bulldog[4]
  - Admissió per membrana, tipus Faibanks Morse
- Admissió per compressor
  - Escapament per vàlvula o vàlvules, d'aplicació en grans motors, màquines de tren, vaixells [Detroit Diesel]
  - Pistons oposats, dos pistons en cada cilindre, per un costat admissió, i per l'altre l'escapament, exemple motor 5TDF[5]

## Combustibles utilitzats
El combustible usat pot ser gasoli o fueloil, olis tractats (biodièsels) o pols de carbó. Han de ser combustibles que s'inflamen espontàniament en sotmetre's a grans pressions.

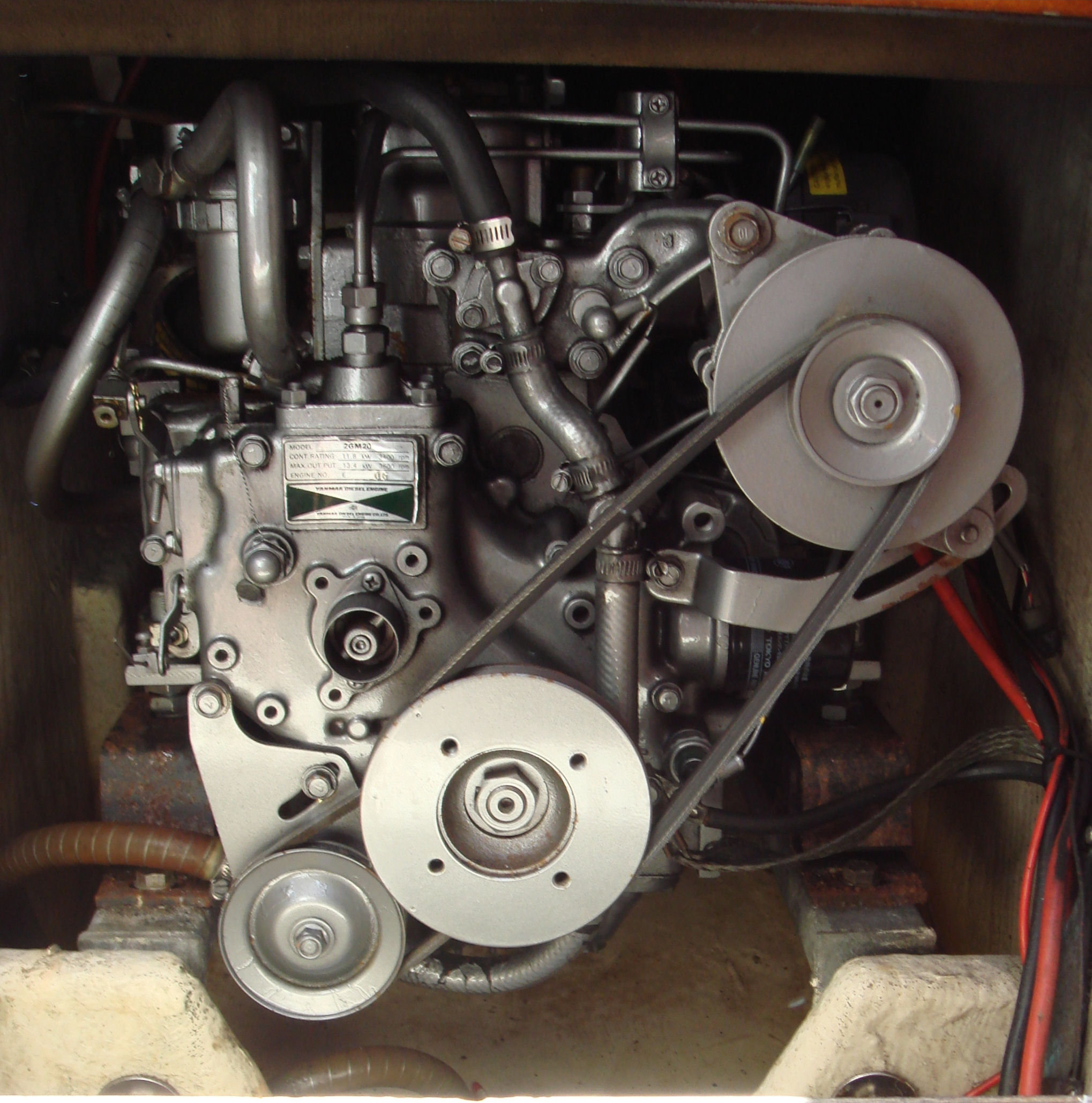
Un motor dièsel marí Yanmar 2GM20, utilitzat com a propulsió auxiliar en un iot veler.

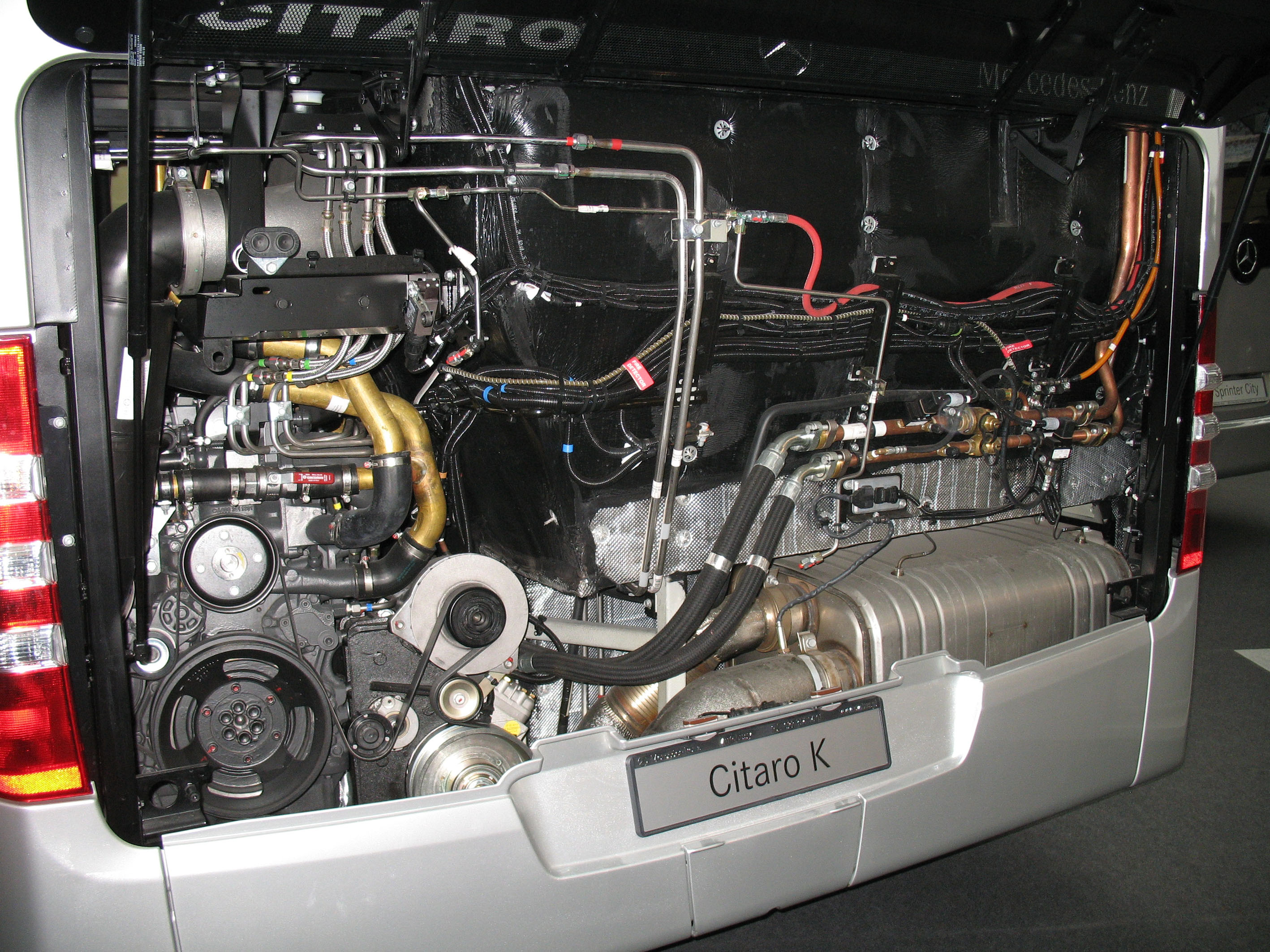
Motor dièsel Mercedes-Benz O530 d'un autobús model Citaro K.

## Aplicacions
Històricament, els motors dièsel s'han fet servir en indústria pesant (camions, ferrocarrils, vaixells, carros blindats...). Llocs on l'estalvi en pes de combustible justifica un increment en pes de motor. També cal destacar la seguretat en accidents perquè no és directament inflamable i la fiabilitat.

### Millores tècniques
Les millores en els productes metal·lúrgics han permès fabricar motors Dièsel amb masses i pesos més petits. Els darrers anys han experimentat un gran creixement en el sector automobilístic i interès en l'aeronàutic esportiu (<500cv). Dos avenços tecnològics han contribuït aquest canvi:
- Injecció electrònica: la injecció del combustible a la cambra de combustió sempre ha estat el gran problema a resoldre. Per donar una idea, hem d'injectar 200 vegades per segon, uns pocs mil·ligrams de carburant a una pressió de 20 atmosferes (la que obtenim a 200 m per sota el mar). La quantitat de combustible ha de ser estequiomètricament precisa, amb un error de 0,01 mil·ligrams, per no generar males combustions, quantitat que depèn de la pressió, temperatura d'entrada, revolucions del motor, etc. És tal la dificultat tècnica que sovint els suposats avantatges dels motors dièsels han quedat anul·lats per la impossibilitat d'obtenir una correcta injecció del combustible. Des dels anys noranta hi ha una generació d'injectors gestionats electrònicament, capaços de complir amb més precisió i en un rang més ampli de condicions. De molts sistemes desenvolupats, destaquen el "common rail". La pressió necessària per injectar el cabal necessari a l'interior de la cambra de combustió s'obté amb l'acció de l'anomenada bomba d'injecció.

- Turbocompressor: si comprimim l'aire a l'entrada del pistó, podrem introduir més quantitat d'aire i cremar més combustible per cicle, augmentant la potència amb les mateixes rpm. Òbviament, el motor ha de ser reforçat estructuralment, però els motors dièsels ja ho són per pròpia necessitat. Aquests dispositius eren costosos de construir, mantenir i gestionar, i sols eren utilitzats en motors d'altes prestacions (avions militars, cotxes esportius...). Amb la millora de materials, tècniques i gestió electrònica, s'han popularitzat. Avui en dia quasi tots els dièsels compten amb turbo-compressors, equiparant-los als motors de gasolina en la relació pes/potència. El turbocompressor funciona acoblat a una turbina accionada pels gasos d'escapament.[6]